# Ernest Born
Pour les articles homonymes, voir Born.

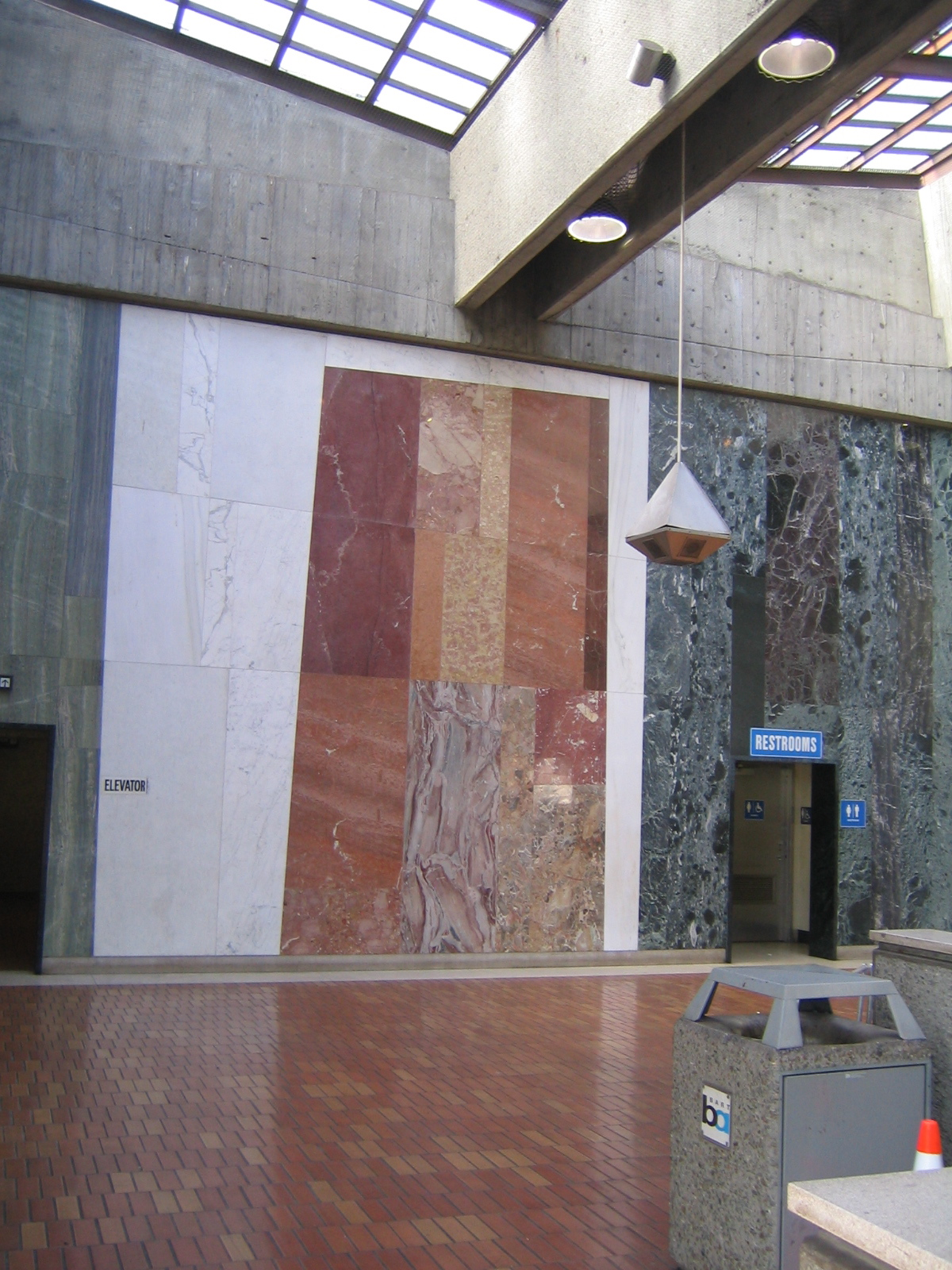
Glen Park Station

Ernest Alexander Born, né à San Francisco le 21 février 1898 et mort à San Diego (Californie) le 5 septembre 1992, est un architecte, designer et lithographe américain. 

## Biographie
Il étudie l’architecture à l'Université de Californie à Berkeley dont il sort diplômé en 1922. Grâce à la bourse Guggenheim, il voyage en Europe et devient membre de la Société des artistes français. De retour à Berkeley, il publie une thèse sur les relations entre la peinture et l’architecture (1923). 
De 1923 à 1928, il travaille pour de grands architectes tels John W. Reid Jr. (en) ou John Galen Howard (en). En 1926, il épouse l'artiste Esther Baum Born (en) et s'installe en 1929 à Greenwich Village. Esther est employée par Wallace K. Harrison, l’architecte qui supervise la création du Rockefeller Center et Ernest travaille comme dessinateur chez Shreve, Lamb and Harmon, le cabinet le plus connu de l'Empire State Building. 
En 1931, Ernest Born ouvre son propre cabinet d'architecte, travaillant sur une grande variété de projets allant de la conception d'espaces commerciaux et d'expositions à la publicité architecturale. Il est membre de la rédaction de l' Architectural Record (en) de 1933 à 1934 et de l'Architectural Forum de 1935 à 1936. 
Les époux Born retournent à San Francisco en 1937 où ils se lancent dans des affaires, travaillant sur des projets résidentiels, commerciaux et industriels, des expositions et sur la photographie. Ils sont alors les promoteurs de la Second Bay Tradition (en) où ils exposent (1928-1942) puis prennent part à la Third Bay Tradition (en) (1945-1980).
Ernest Born devient célèbre par sa peinture murale créée pour l'exposition internationale du Golden Gate. On doit aux époux Born de nombreuses résidences de San Francisco ainsi que la signalisation du BART, la Balboa Park station (en) ou encore la Glen Park Station (en) (avec Corlett & Spackman), le dernier projet architectural d'Ernest. 
Le studio Born est fermé en 1973 et les époux déménage pour leur retraite à San Diego.